# ليونيداس الأول
ليونيداس الأول (بالإغريقية: Λεωνίδας؛ 540 ق.م. تقريباً - 480 ق.م.) ملك إسبرطة السابع عشر، وابن الملك أنكسندرداس الثاني الذي يعتقد بأنه من أسلاف هرقل. كان من أبطال معركة الثرموبايلي، وقتل فيها هو وجميع الإسبرطيين الذين كانوا معه في العام 480 قبل الميلاد على أيدي الفرس بقيادة الملك خشايارشا الأول. حكم إسبرطة بين عامي 490 و 480 ق.م بعد أخيه كليومينيس الأول، وتزوج ابنة كليومينس الأول جورجو، ملكة أسبرطة.

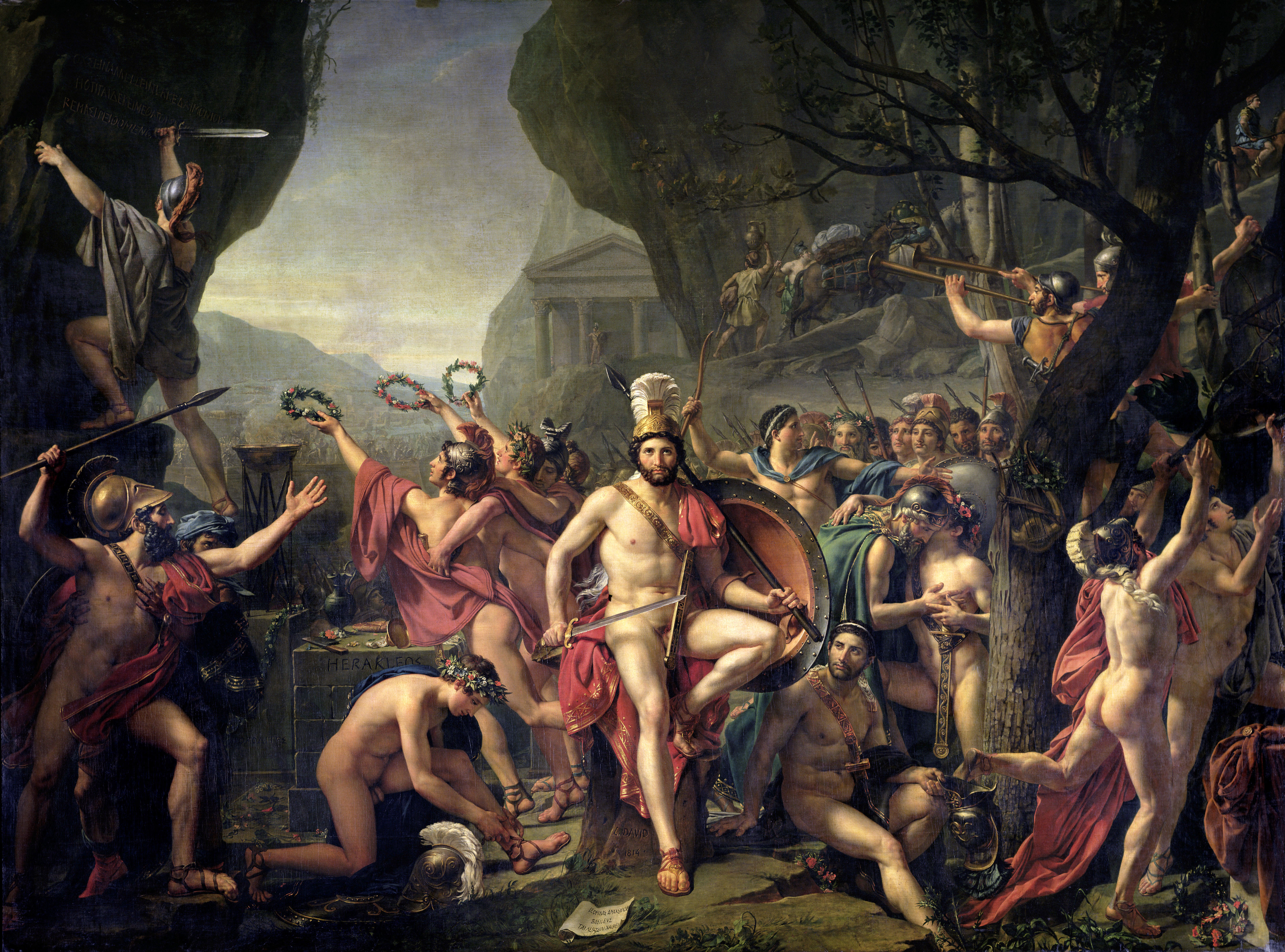
ليونايدس في معركة ثرموبيلاي بريشة جاك لويس ديفيد. العمل يصور الملك الأسبرطي ليونيداس في معركة ثيرموبيلاي. أكمل ديفيد هذا العمل الضخم بعد 15 عامًا من بدئه. العمل معلق حاليًا في متحف اللوفر في باريس ، فرنسا.

عندما شنَّ الملك الفارسي خشايارشا الأول هجومه على اليونان في حوالي 480 قبل الميلاد، كان عليه عبور ممر ضيق في ثرموبيلاي لمطاردة الجيش اليوناني الرئيسي المنسحب إلى اليونان الوسطى . وهناك صادفته عقبة غير متوقعة وهي عبارة عن نخبة من الجنود الإِسبرطيين، قوامها 7000  رجل اشتهروا بشجاعتهم وجَلَدهم . وكانوا بقيادة ملكهم ليونيداس . فأمر خشايارشا الأول طليعة جنوده بالهجوم عبر الممر، فجرت معركة يائسة . وتعاقب تدفّق الجنود الفرس على الممر، وفي كل مرة كانوا يُجبهون بعنف . وما أن حلّ المساء حتى كان ليونيداس وكل رجاله صرعى في ثرموبايلي، ولكن بعد أن أخّروا تقدّم قوات خشايارشا الأول كثيراً وأتاحوا للجيش اليوناني فترة راحة .

## المصدر
- ليونيداس - موسوعة المورد، منير البعلبكي، 1991